# كريب (طعام)
الكريبية أو الكريب (بالفرنسية: Crêpe)‏ هو نوع من البان كيك الرقيق، أصله من المطبخ الفرنسي. يحضّر عادةً من مزيج الدقيق، الحليب، البيض، الزيت والملح، والسكر ثم يسكب هذا المزيج على مقلاة ساخنة على دفعات. يمكن أن يقدّم الكريب على وجبة أساسية حيث يضاف اليه أنواع عديدة من المأكولات كالدجاج و البشاميل، الجبن والخضروات، السلمون المدخّن وغيرها.
أما بالنسبة للحلويات يمكن إضافة اليه العسل، الشوكولا والموز، المربى وغيرها.

## الكريب في الثقافة
كان يوم 2 فبراير في الأصل يوم بركة العذراء مريم ولكن أصبح يعرف في فرنسا باسم يوم الكريب (بالفرنسية: Le Jour des Crêpes)‏ في إشارة إلى تقليد تقديم الكريب في هذا اليوم. كان الاعتقاد أنه إذا استطعت التقاط الكريب من المقلاة بعد قذفه في الهواء بيدك اليمنى وأمسكت بعملة ذهبية في اليد اليسرى، فإنك ستصبح غنيا في تلك السنة. الاستدارة واللون الذهبي المكتسب من قلي الكريب في الزبدة تشبه الشمس وأشعتها. وينطبق هذا أيضا بشكل رمزي على العملة المضمومة في يد الشخص اليسرى.